# Salins-les-Bains
Salins-les-Bains település Franciaországban, Jura megyében. Lakosainak száma 2430 fő (2022. január 1.). Salins-les-Bains Saint-Thiébaud, Geraise, Myon, Nans-sous-Sainte-Anne, Abergement-lès-Thésy, Bracon, Cernans, La Chapelle-sur-Furieuse, Chaux-Champagny, Clucy, Ivrey, Marnoz, Pont-d’Héry, Pretin, Saizenay, Thésy és Éternoz-Vallée-du-Lison községekkel határos.

## Népesség
A település népessége az elmúlt években az alábbi módon változott:
| Lakosok száma | 4284 | 3923 | 3629 | 3082 | 2796 | 2718 | 2586 | 2551 | 2528 | 2430 |
|               | 1968 | 1982 | 1990 | 2006 | 2013 | 2015 | 2017 | 2019 | 2020 | 2022 |